# Багналл, Найджел
Сэр Найджел Томас Багналл (англ. Sir Nigel Thomas Bagnall) (10 февраля 1927 — 8 апреля 2002) — британский военачальник, фельдмаршал (1988).

## Биография
Родился в Бангалоре, в колонии Британская Индия, в семье военного чиновника. Окончил колледж Веллингтона в графстве Беркшир в 1946 году.

## Служба на офицерских должностях
С 1946 года служил в Британских вооружённых силах. Он был зачислен в один из старейших а Британии Гринховардский полк. Несколько месяцев проходил стажировку в парашютных частях. В 1948 году был переброшен в Палестину, где достиг наивысшей точки Ближневосточный конфликт, в который оказались вовлечены и британские войска, принимал участие в военных действиях. В 1949 году переведён в Британскую Малайю, где более трёх лет воевал в колониальной войны в Малайе. На этой войне приобрёл известность как инициативный руководитель боевых операций против партизан. Командуя взводом, только за первый год участия в войне уничтожил 16 партизанских баз и лагерей. Награждён орденом.
В 1953 году вернулся в Англию, преподавал в военном колледже. В 1956 году переведен на Кипр, вновь принимал участие в противопартизанских действиях в ходе национально-освободительной войны на Кипре (см. подробнее в статье История Кипра). С 1958 года служил в Королевском 7-м драгунском гвардейском полку, тогда же окончил военный колледж в Кэмберли. С 1960 года служил в Управлении военных операций Министерства обороны Великобритании, затем помощник первого заместителя начальника Штаба Вооружённых Сил (Штаба обороны) Великобритании. В 1966 году был начальником разведки в штабе британских войск на острове Борнео и в штабе главнокомандующего британскоми войсками на Дальнем Востоке. С 1967 года командовал батальоном драгун. С 1970 года — командир Королевского бронекорпуса в составе 1-го армейского корпуса. С 1972 года — в центральном аппарате Министерства обороны, получил первое генеральское звание.

## Служба на генеральских должностях
С 1975 года — командир 4-й пехотной дивизии. С 1978 года — помощник начальника Штаба Вооружённых Сил Великобритании (Штаба обороны Великобритании). С 1980 года — командующий 1-м армейским корпусом. С 1982 года — командующий Британской Армией на Рейне (BAOR), одновременно являющийся командующим войсками Северной группы армий НАТО. Произведён в генералы. С 1985 года — начальник Генерального штаба Британской армии. В 1988 году уволен в отставку, одновременно с увольнением произведен в фельдмаршалы.
Убеждённый антикоммунист и противник СССР, Багналл был крупным военным теоретиком и специалистом. Он призвал отказаться от доминировавшей тогда идеи жесткой обороны на границе с ГДР, выдвинув взамен идею стратегии «непозиционной обороны». Суть её заключалась в допущении прорыва советских танковых группировок в центральные районы ФРГ, после чего они должны были быть отрезаны фланговыми ударами и уничтожены. Также Багналл выступал против развития британских ядерных сил, которые, по его мнению, препятствовали развитию обычных вооруженных сил, имеющих приоритетное значение для страны.

## После военной службы
После выхода в отставку проживал в своем поместье, занимался разведением уток. Автор ряда военно-исторических работ, в том числе получивших широкое признание исследований «Пуническая война» (1990), «Пелопонесская война» (2002).

## Награды
- Рыцарь Большого креста ордена Бани (GCB, 1985)
- Командор ордена Бани (GCB, 1981)
- Рыцарь командор Королевского Викторианского ордена (CVO, 1978)
- Военный крест (MC, 1950)